# Michael Morpurgo
Michael Andrew Bridge Morpurgo (St Albans, 5 ottobre 1943) è uno scrittore e poeta britannico.
Specializzato in storie e romanzi per ragazzi, ha scritto più di cento libri.

## Biografia
Il padre biologico di Morpurgo è l'attore Tony Van Bridge. Sua madre, Kippe Cammaerts, che fu anch'ella attrice, incontrò Jack Morpurgo mentre il marito era via durante la seconda guerra mondiale. Michael Morpurgo non scoprì quindi chi fosse il vero padre biologico fino all'età di 19 anni, durante la visione di Great Expectations con la madre, in cui apparve Bridge. Morpurgo ha anche un fratello maggiore, Peter.
Dopo la laurea esercitò per circa dieci anni la professione di insegnante; successivamente si dedicò, assieme alla moglie Clare, all'organizzazione di Farms for the City Children (Fattorie per i bambini di città), associazione benefica che vuole avvicinare i bambini di città alla vita di campagna.

Il suo impegno civile e letterario gli ha permesso di diventare, nel 2006, Ufficiale dell'Impero Britannico.
Fra i suoi principali successi, si trovano War Horse, Il naufragio dello Zanzibar, Il Regno di Kensuke e La guerra del soldato Pace, romanzi che hanno vinto un premio letterario.
Nel 2011 Steven Spielberg ha adattato per il cinema il suo romanzo War Horse (1982), il cui titolo è stato confermato per la pellicola.

## Opere
- Listen To The Moon (Ascolta la luna), Rizzoli (2014 Inghilterra, 2015 Italia)
- Storie sotto i baffi. Favole di Esopo, Einaudi Ragazzi (2010)
- Io credo agli unicorni, Rizzoli (2010)
- La domanda su Mozart, Rizzoli (2008)
- L' isola delle balene, Il Castoro (2008)
- La spada addormentata, San Paolo Edizioni (2007)
- La guerra del soldato Pace, Salani (2005)
- Le nove vite di Montezuma, San Paolo Edizioni (2004)
- Il regno di Kensuke, Salani (2003)
- Il leone farfalla, Mursia (Gruppo Editoriale) (1996)
- Quasi le quattro, San Paolo Edizioni (1998)
- War Horse, (1982)
- Il ragazzo che non uccise Hitler, trad. Marina Rullo, Il battello a vapore (2016)
- Quando le volpi vinsero il campionato, trad. Marina Rullo, Il battello a vapore (2017)
- Lo sbarco di Tips, trad. Marina Rullo, Il battello a vapore (2018), finalista al premio Strega Ragazze e Ragazzi 2019
- Flamingo Boy, trad. Marina Rullo, Il battello a vapore (2019)
- Toto e il Mago di Oz, trad. Marina Rullo, Il battello a vapore (2020)
- Aspettando Anya, trad. Marina Rullo, Il battello a vapore (2020)
- Un canto di felicità, trad. Marina Rullo, Il battello a vapore (2021)
- Il figlio di Gulliver, trad. Marina Rullo, Il battello a vapore (2021)
- L'uomo del faro, trad. Marina Rullo, Il battello a vapore (2022)
- Nella bocca del lupo (insieme a Barroux), trad. Bèrènice Capatti, Rizzoli (2019)